# シン・デス
シン・デスは、日本の聴覚障がいプロレスラー。聾プロレス所属。

## 来歴
2014年4月6日、闘聾門JAPAN興行にてサワテリオを相手にデビュー。ダーク・サワテリオ乱入による助けもあり、デビュー戦に勝利する。
2014年6月8日、ダーク・サワテリオの誘いに乗る形でタッグを組んでいたサワテリオを裏切り、ヒールに転向する。以降、ダーク・サワテリオとタッグを組むようになる。
2015年4月29日、ダーク・サワテリオと組み、優勝すると願いを叶えてくれるトーナメントにエントリー、決勝でサワテリオ&マグナム西新井組を撃破、優勝を果たす。願い事としてDEAF-MAXタッグチャピオンベルトを要望し、初代タッグチャピオンとなる。
2018年1月、闘聾門JAPANの解散に伴い、新たに新設された聾プロレスに移籍。
2018年2月3日、メキシコ遠征試合に出場。メキシコのプロレスラー(健聴者)らと対戦した。
2021年2月、聾プロレスを退団。

## 得意技
ゲームオーバー
チョークスラムと同様の技。
ジ・エンド
ダイヤモンドカッターと同様の技。
腕ひしぎ十字固め
雪崩式回転腕ひしぎ十字固め、裏腕ひしぎ十字固めと試合によって使い分けている。
ジャンピングニーキック

## 獲得タイトル
- DEAF-MAXタッグ王座（初代）